# 196 Philomela
A 196 Philomela a Naprendszer kisbolygóövében található aszteroida. Christian Heinrich Friedrich Peters fedezte fel 1879. május 14-én.